# Radio Londres

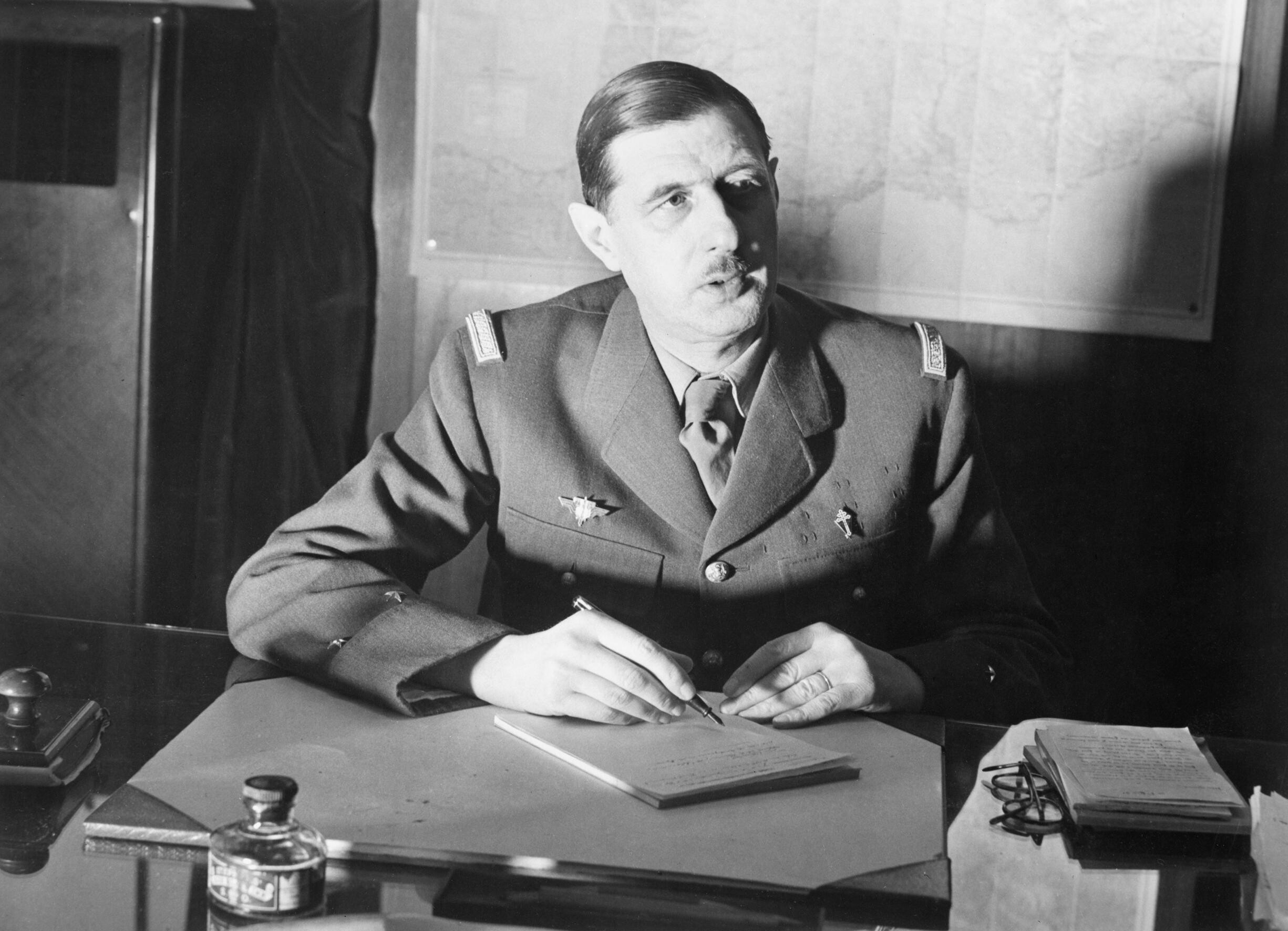
Il generale de Gaulle fece numerosi appelli trasmessi da Radio Londres, tra cui il famoso Appello del 18 giugno

Radio Londres era il nome dato ai programmi in lingua francese durante la seconda guerra mondiale, diffusi dal 19 giugno 1940 (a seguito dell'Appello del 18 giugno, che fu collocato in un bollettino d'informazione) al 25 ottobre 1944 nello studio della sezione francese della BBC.

## Storia
Già dal 1939, la questione della propaganda alla radio comincia a diventare importante: il 16 luglio i rappresentanti del Foreign Office, del Ministère des Affaires étrangères e dell'ambasciata britannica a Parigi si riuniscono per discuterne. Si decide di riservare una parte degli emettitori radio per la comunicazione con l'estero e di condividere le onde radio con la Francia. Altre questioni sono affrontate, come l'intercettazione e il jamming o la propaganda amica e nemica.

## Emissioni
Radio Londres è composta, oltre che dai sei bollettini quotidiani di informazioni francesi, di due emissioni indipendenti l'una dall'altra: Honneur et Patrie, sotto la responsabilità della France libre del generale de Gaulle e tenuta da Maurice Schumann, e Les Français parlent aux Français, realizzata dal governo britannico.
Queste due emissioni, anche se seguivano la linea editoriale della BBC, prendevano delle posizioni opposte circa la liberazione della Francia: in Honneur et Patrie, René Cassin prendeva posizione per il generale de Gaulle, mentre Les Français parlent aux Français prendeva posizione per il generale Giraud, che era dal lato della coalizione alleata.
Il 9 maggio 1944 le due emissioni sono fuse e André Gillois dirige il nuovo programma che porta i due nomi precedenti.

## Messaggi in codice
I numerosi messaggi in codice trasmessi da questi programmi hanno largamente aiutato l'organizzazione della Resistenza francese con lo Special Operations Executive. Il primo messaggio è inviato il 20 ottobre 1941, ripetuto alle 20:30 per confermare un paracadutaggio, ricevuto da Georges Bégué e Pierre Bloch; questo diceva: «Gabrielle vous envoie ses amitiés». Altri paracadutaggi utilizzeranno dei codici come: «Les yeux sont ouverts» o «Le vin est tiré, il faut le boire» o ancora «Pégasse a tiré le lapin».
Il passaggio di un messaggio codificato alla BBC ad un'ora precisa poteva anche servire da garanzia agli agenti del SOE per ottenere un prestito presso una banca.
L'annuncio dello sbarco in Normandia alla Resistenza francese fu dato pochi giorni prima, utilizzando la prima strofa della poesia "Chanson d'automne" di Paul Verlaine all'interno di altri annunci trasmessi da Radio Londres. I primi tre versi, «Les sanglots longs / des violons / de l'automne» ("I lunghi lamenti dei violini d'autunno"), avvertirono i francesi situati nella regione di Orléans di compiere azioni di sabotaggio alla rete logistica tedesca nei giorni successivi. Da quel momento tutte le trasmissioni radio dovevano essere continuamente ascoltate in attesa della seconda metà della strofa, «Blessent mon cœur / d'une langueur / monotone» ("Mi lacerano il cuore con un monotono languore"), che venne trasmessa il 5 giugno e che diede il segnale che l'invasione sarebbe avvenuta entro 48 ore.